# Blu e Bianco

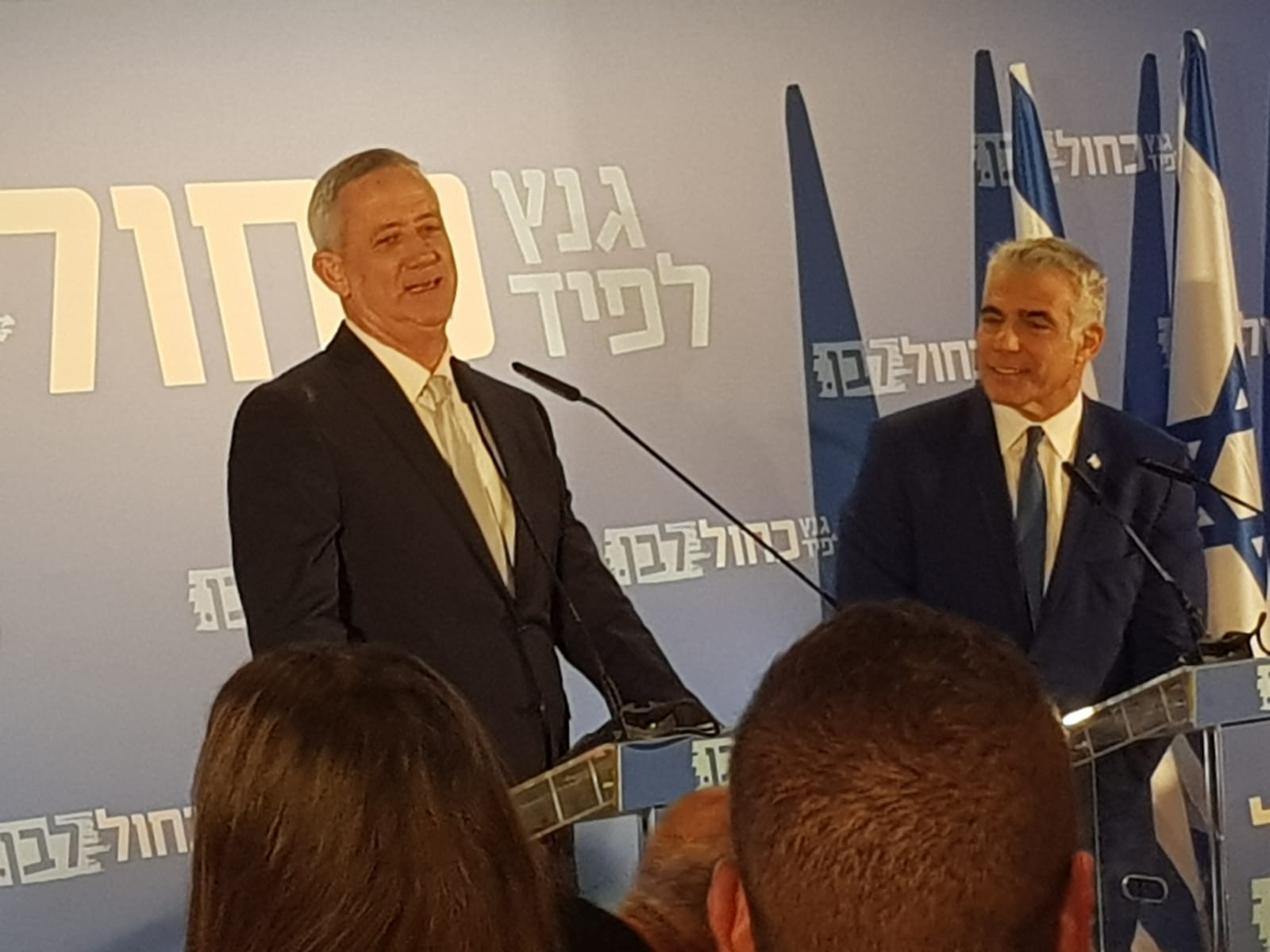
Benny Gantz e Yair Lapid alla conferenza stampa dell'inaugurazione dell'alleanza

Blu e Bianco o Blu-Bianco (in ebraico: כחול לבן, Kahol Lavan) è un'alleanza politica israeliana.
È stata istituita il 21 febbraio 2019 da Benny Gantz e Yair Lapid per partecipare alle elezioni dell'aprile 2019 e comprendeva inizialmente i partiti Resilienza per Israele, Yesh Atid e Telem. Il blu e il bianco sono i colori nazionali di Israele e sono usati sulla bandiera israeliana; la frase "blu e bianco" è usata colloquialmente per descrivere qualcosa come israeliano.

## Storia
I tre partiti Resilienza per Israele, Yesh Atid e Telem fondano Blu e Bianco in vista delle elezioni dell'aprile 2019, insieme a membri indipendenti guidati dall'ex ufficiale dell'esercito Gabi Ashkenazi. Alle elezioni l'alleanza ottiene il 26,13% dei voti e 35 parlamentari, lo stesso numero di seggi del Likud.
Durante le consultazioni per la formazione di un nuovo governo, Benny Gantz riceve il sostegno di Meretz e del Partito Laburista Israeliano, ma l'incarico viene affidato a Benjamin Netanyahu, che ha ricevuto più indicazioni. Dopo il fallimento del tentativo di Netanyahu, Blu e Bianco rivendica la possibilità di formare un nuovo governo e vota contro lo scioglimento anticipato della Knesset, perdendo. Questo porta allo scioglimento della Knesset e a nuove elezioni.
Alle elezioni del settembre 2019, l'alleanza ottiene il 25,93% dei voti e 33 parlamentari, superando il Likud e diventando la prima lista. Anche questa tornata non porta tuttavia ad una maggioranza parlamentare.
Nelle elezioni del marzo 2020, l'alleanza ottiene gli stessi seggi della tornata precedente. Nella settimana successiva, il leader di Israel Beitenu Avigdor Lieberman dà il proprio sostegno a Gantz per la formazione di un governo. Il 9 marzo la coalizione incassa anche il sostegno dell'alleanza araba Lista Comune, per tentare di estromettere Netanyahu dal governo. A discapito di questi due supporti, Zvi Hauser e Yoaz Hendel di Telem, insieme a Orly Levy di Gesher, annunciano che non sosterrebbero un governo con la Lista Comune. Dopo queste dichiarazioni, Gantz cambia idea e annuncia che è disposto a sostenere un governo col Likud, in cui Benjamin Netanyahu avrebbe ricoperto il ruolo di Primo Ministro per 18 mesi, per essere poi sostituito dallo stesso Gantz. Il 26 marzo la Knesset nomina Benny Gantz come Speaker del Parlamento con 71 voti a favore; i parlamentari di Yesh Atid boicottano la votazione, segnando la rottura della coalizione. Il 29 marzo, Yesh Atid e Telem lasciano ufficialmente l'alleanza, creando un gruppo parlamentare che prende il nome dei due partiti.
Il 20 aprile Blu e Bianco firma il contratto di governo insieme al Likud e ad altri partiti di destra. Blu e Bianco riceve i ministeri di Giustizia, Economia, Lavoro e welfare, Comunicazioni, Agricoltura, Cultura e sport, Assorbimento degli immigrati, Turismo, Minoranze, Diaspora, Scienza e spazio, Affari strategici e Affari sociali. Il contratto prevede che Gantz venga nominato Ministro della Giustizia. Il 17 maggio la Knesset pone la fiducia.
Il 29 marzo 2020, i due membri di Telem Yoaz Hendel e Zvi Hauser abbandonano il loro partito e fondano Derech Eretz, seguendo Benny Gantz nella maggioranza a sostegno del Governo Netanyahu V. L'8 dicembre, tuttavia, essi abbandonano Blu e Bianco per unirsi a Nuova Speranza, partito fondato da Gideon Sa'ar.
A causa della mancata approvazione del bilancio entro il 23 dicembre 2020, la Knesset viene sciolta e vengono indette le nuove elezioni 90 giorni dopo, il 23 marzo 2021. Gantz non arriverà quindi a ricoprire il ruolo di Primo ministro, come inizialmente previsto dal contratto di governo.
Alle elezioni del marzo 2021 la lista Blu e Bianco, guidata da Benny Gantz rimasto ormai privo di alleati, ottiene 8 seggi, che rappresentano una perdita di 7 seggi per il suo partito, Resilienza per Israele. Entra comunque a far parte dell'ampia coalizione che sostiene il governo Bennett-Lapid, in cui Gantz diviene ministro della Difesa.

## Composizione
| Partito | Partito                | Ideologia                     | Leader      | Periodo                   |
| ------- | ---------------------- | ----------------------------- | ----------- | ------------------------- |
|         | Resilienza per Israele | Sionismo, Liberalismo sociale | Benny Gantz | 21 Febbraio 2019-presente |

Ex membri
| Partito | Partito      | Ideologia                          | Leader                   | Periodo                        |
| ------- | ------------ | ---------------------------------- | ------------------------ | ------------------------------ |
|         | Yesh Atid    | Sionismo, Liberalismo, Secolarismo | Yair Lapid               | 21 Febbraio 2019-29 marzo 2020 |
|         | Telem        | Sionismo, Liberalismo nazionale    | Moshe Ya'alon            | 21 Febbraio 2019-29 marzo 2020 |
|         | Derech Eretz | Sionismo, Liberalismo nazionale    | Yoaz Hendel e Zvi Hauser | 29 marzo 2020-8 dicembre 2020  |

## Posizioni politiche
Blue e Bianco esprime forti posizioni anti-corruzione, in particolare nella polemica contro il governo del partito Likud.
L'alleanza promette maggiori investimenti nella sanità, vuole rimuovere alcuni ostacoli religiosi allo sviluppo economico e intende preservare l'identità ebraica dello stato.
Per quanto riguarda le situazioni di conflitto, Blu e Bianco prevede il ritorno alle trattative con l'Autorità Nazionale Palestinese mantenendo gli insediamenti coloniali e la presenza israeliana nella valle del Giordano. L'alleanza promette di sottoporre a referendum ogni accordo che cambi lo status-quo, considera le alture del Golan parte inalienabile di Israele e promette di contrastare la presenza militare dell'Iran.

## Leader

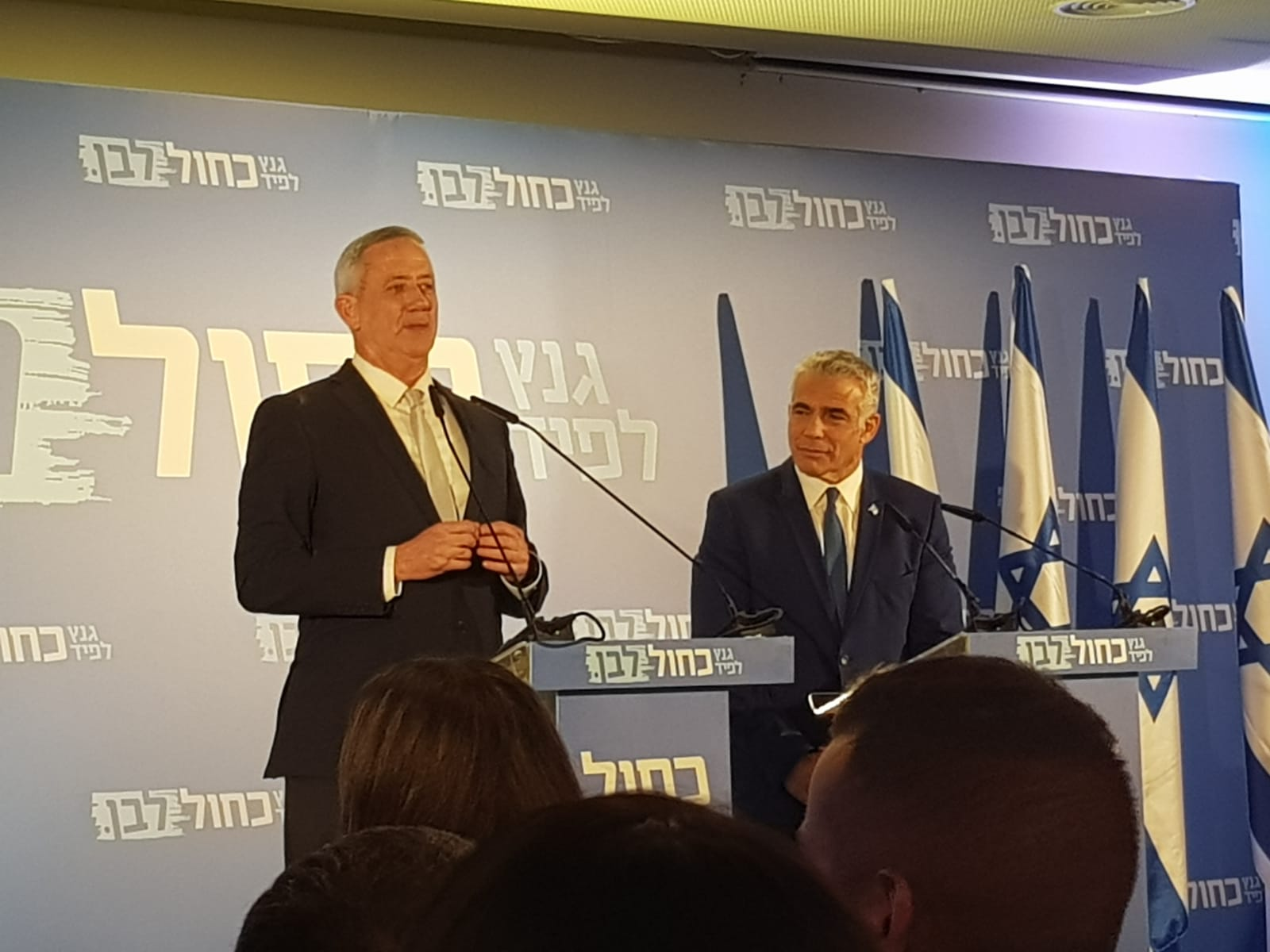
Benny Gantz e Yair Lapid

L'alleanza è guidata da Benny Gantz. In precedenza Yair Lapid e Gantz sono stati co-leader, fino alla divisione del 2020 all'interno del partito.
L'accordo prevedeva che se fosse diventata la fazione principale nella formazione di un governo, i due avrebbero concordato una rotazione con Gantz in servizio per i primi due anni come primo ministro, Lapid come ministro degli esteri e il leader di Telem Moshe Ya'alon (in terza posizione della fazione) come ministro della difesa. Per i successivi due anni, Lapid sarebbe stato primo ministro, con Gantz come ministro della difesa.
Elenco:
- Benny Gantz (2019–in carica)
- Yair Lapid (2019–2020)

## Risultati elettorali
| Elezioni       | Leader                   | Voti      | %          | +/-  | Seggi    | +/-     |
| -------------- | ------------------------ | --------- | ---------- | ---- | -------- | ------- |
| Aprile 2019    | Benny Gantz e Yair Lapid | 1.125.881 | 26,13 (#2) | -    | 35 / 120 | -       |
| Settembre 2019 | Benny Gantz e Yair Lapid | 1.148.700 | 25,93 (#1) | 0,2  | 33 / 120 | 2       |
| 2020           | Benny Gantz e Yair Lapid | 1.217.101 | 26,59 (#2) | 0,7  | 33 / 120 | Stabile |
| 2021           | Benny Gantz              | 292.257   | 6,63 (#4)  | 20,0 | 8 / 120  | 25      |